# Puchar Kontynentalny w skokach narciarskich w Wiśle
Puchar Kontynentalny w skokach narciarskich w Wiśle – zawody w skokach narciarskich, przeprowadzane w ramach Pucharu Kontynentalnego w skokach narciarskich od sezonu 2008/09 do sezonu 2014/15. Po raz pierwszy w kalendarzu PK znalazły się one już w sezonie 1996/97, lecz wówczas konkurs został odwołany. Areną zmagań jest skocznia im. Adama Małysza w Wiśle.

## Podium poszczególnych konkursów PK w Wiśle
| Lp  | Data             | Skocznia          | K/HS  | Uwagi | 1. miejsce           | 2. miejsce               | 3. miejsce               |
| --- | ---------------- | ----------------- | ----- | ----- | -------------------- | ------------------------ | ------------------------ |
| 1.  | 25 stycznia 1997 | Malinka           | K105  | –     | odwołany             | odwołany                 | odwołany                 |
| 1.  | 28 lutego 2009   | im. Adama Małysza | HS134 | nocny | Stefan Thurnbichler  | Andreas Kofler           | Kim René Elverum Sorsell |
| 2.  | 1 marca 2009     | im. Adama Małysza | HS134 | –     | Andreas Kofler       | Bjørn Einar Romøren      | Jon Aaraas               |
| 3.  | 27 lutego 2010   | im. Adama Małysza | HS134 | nocny | Adam Małysz          | Manuel Fettner           | Kamil Stoch              |
| 4.  | 28 lutego 2010   | im. Adama Małysza | HS134 | –     | odwołany             | odwołany                 | odwołany                 |
| 4.  | 11 marca 2011    | im. Adama Małysza | HS134 | nocny | Michael Hayböck      | Kim René Elverum Sorsell | Andreas Wank             |
| 5.  | 12 marca 2011    | im. Adama Małysza | HS134 | –     | Matic Kramaršič      | Matjaž Pungertar         | Dejan Judež              |
| 6.  | 25 lutego 2012   | im. Adama Małysza | HS134 | nocny | Manuel Fettner       | Robert Johansson         | Mitja Mežnar             |
| 7.  | 26 lutego 2012   | im. Adama Małysza | HS134 | –     | Marco Grigoli        | Andreas Stjernen         | Kenneth Gangnes          |
| 8.  | 23 lutego 2013   | im. Adama Małysza | HS134 | –     | Danny Queck          | Matic Benedik            | Krzysztof Biegun         |
| 9.  | 24 lutego 2013   | im. Adama Małysza | HS134 | –     | Atle Pedersen Rønsen | Matic Benedik            | Jan Ziobro               |
| 10. | 4 stycznia 2014  | im. Adama Małysza | HS134 | –     | odwołany             | odwołany                 | odwołany                 |
| 10. | 5 stycznia 2014  | im. Adama Małysza | HS134 | –     | odwołany             | odwołany                 | odwołany                 |
| 10. | 10 stycznia 2015 | im. Adama Małysza | HS134 | –     | Jan Ziobro           | Klemens Murańka          | Andreas Wank             |
| 11. | 11 stycznia 2015 | im. Adama Małysza | HS134 | –     | Maciej Kot           | Klemens Murańka          | Dawid Kubacki            |

## Najwięcej razy na podium indywidualnie
Uwzględnieni zawodnicy, którzy zdobyli minimum 2 miejsca na podium (stan na 11 stycznia 2015)
| Miejsce | Zawodnik                 | Zwycięstwa | 2. miejsca | 3. miejsca | Razem |
| ------- | ------------------------ | ---------- | ---------- | ---------- | ----- |
| 1.      | Andreas Kofler           | 1          | 1          | 0          | 2     |
| 1.      | Manuel Fettner           | 1          | 1          | 0          | 2     |
| 3.      | Jan Ziobro               | 1          | 0          | 1          | 2     |
| 4.      | Matic Benedik            | 0          | 2          | 0          | 2     |
| 4.      | Klemens Murańka          | 0          | 2          | 0          | 2     |
| 6.      | Kim René Elverum Sorsell | 0          | 1          | 1          | 2     |
| 7.      | Andreas Wank             | 0          | 0          | 2          | 2     |

## Najwięcej razy na podium według państw
Stan na 11 stycznia 2015
| Miejsce | Państwo    | Zwycięstwa | 2. miejsca | 3. miejsca | Razem |
| ------- | ---------- | ---------- | ---------- | ---------- | ----- |
| 1.      | Austria    | 4          | 2          | 0          | 6     |
| 2.      | Polska     | 3          | 2          | 4          | 9     |
| 3.      | Norwegia   | 1          | 4          | 3          | 8     |
| 4.      | Słowenia   | 1          | 3          | 2          | 6     |
| 5.      | Niemcy     | 1          | 0          | 2          | 3     |
| 6.      | Szwajcaria | 1          | 0          | 0          | 1     |